# Rio Moa
O rio Moa é um curso de água que banha o estado do Acre. Situado na serra do Divisor, fronteira Brasil–Peru, em suas nascentes está o ponto extremo ocidental do Brasil, a 07° 33' 13" de latitude sul e 73° 59' 32" de longitude oeste, no município de Mâncio Lima. Sua nascente principal está em território peruano.

## História
Apesar de a área do rio Moa ter pertencido à Bolívia até 1903, ano em que o Brasil anexou o Acre, desde 1883 que há brasileiros assentados na região, como o seringueiro cearense Antonio Marques de Menezes, que possuía nessa data um seringal na foz do Moa.

## Bacia hidrográfica
O rio, que é afluente do rio Juruá, possui muitas cachoeiras e corredeiras e nesse região encontra-se a maior variedade de palmeiras do mundo. A temperatura média anual do curso é de 23,5°C, o qual é navegável por embarcações de pequeno calado quase o ano todo. Em algumas épocas do ano, surgem trechos de corredeiras e é possível a prática de esportes radicais.
Na margem direita do rio, habitam os índios Nuquinis, no interior do parque. Existe processo em andamento para a criação da "Reserva Indígena do Rio Moa", que abrigará também índios da etnia Nawa.
O Moa está localizado no Parque Nacional da Serra do Divisor, que é o quarto maior parque nacional do Brasil e foi criado em 1989.